# ルイ・ド・ウォール
ルイ・ド・ウォール（Louis de Wohl, 1903年 - 1961年）は、ハンガリーにルーツを持つベルリン出身のユダヤ系ドイツ人。

## 生涯
ナチスが政権を奪取した後の1935年に英国に亡命していた。占星術師である。ナチスが占星術師であるカール・エルンスト・クラフトを登用し占星術を作戦立案に用いていることを知った連合国軍は、これに対抗してド・ウォールを雇い入れたといわれている。もっとも、連合国軍の思惑は、ナチスと同様に占星術に従い作戦を決定するものではなく、占星術によりナチスがどんな作戦を練るかを予測し、その裏を書こうとするものであったようである。